# Atenodoro de Rodas

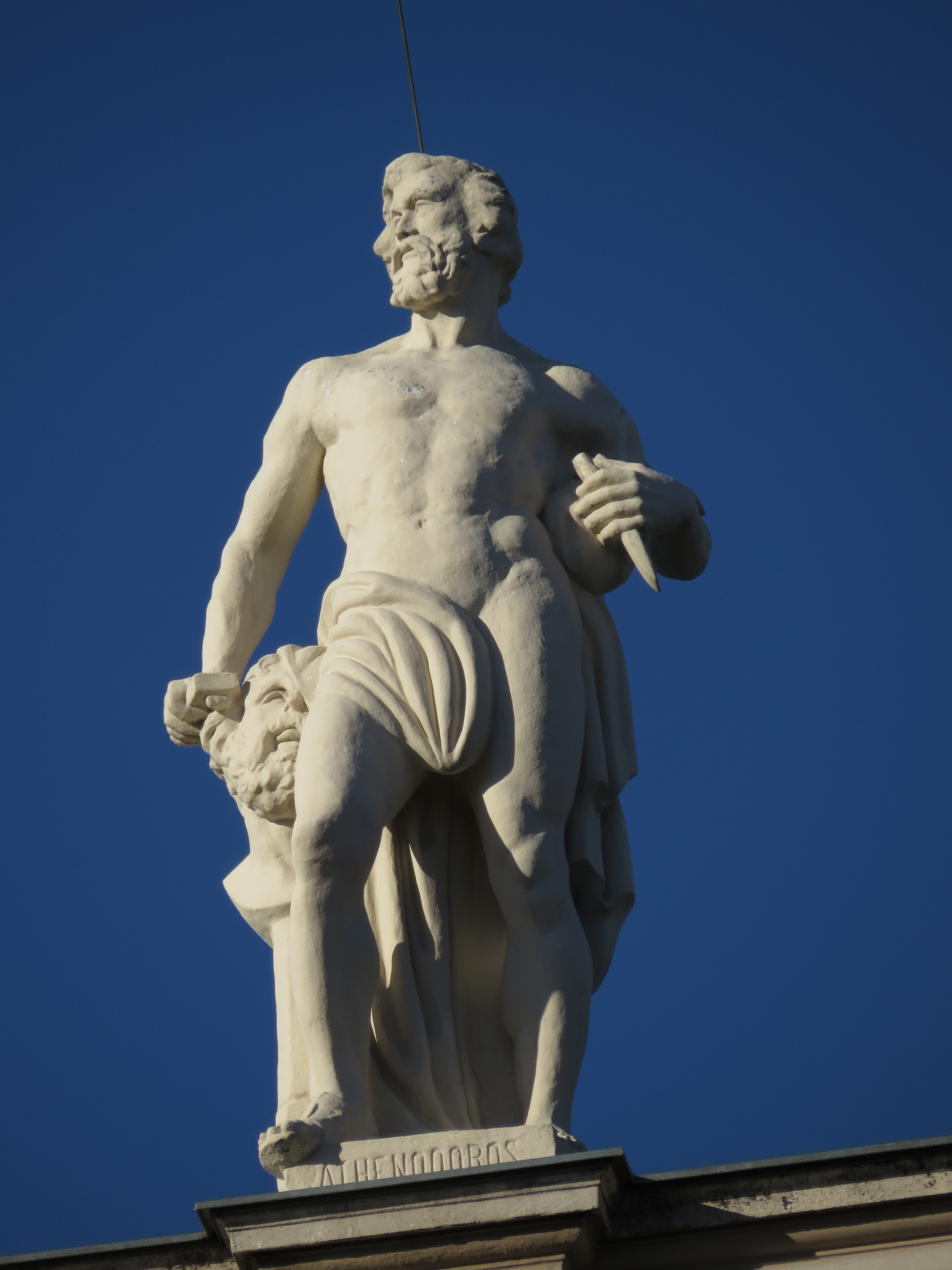
Atenodoro en el Kunsthistorisches Museum de Viena

Atenodoro de Rodas fue un escultor griego de Rodas. Fue hijo y discípulo de Agesandro. Conjuntamente con su padre y con Polidoro de Rodas ejecutó el famoso conjunto de Laocoonte y sus hijos, obra capital de la escultura helenística, y que se encuentra hoy día en los Museos Vaticanos.
También aparece su nombre en una inscripción de las estatuas de Sperlonga.